# Nototriton gamezi
Nototriton gamezi is een salamander uit de familie longloze salamanders (Plethodontidae). De soort werd voor het eerst wetenschappelijk beschreven door Mario García-París en David Burton Wake in 2000. De soortaanduiding gamezi is een eerbetoon aan Rodrigo Gámez.

## Verspreiding en habitat
De salamander komt voor in delen van Midden-Amerika en leeft endemisch in Costa Rica. Nototriton gamezi komt alleen voor in een klein gebied van bergbossen tussen de 1550 en 1650 meter boven zeeniveau in de Cordillera de Tilarán, waaronder het Monteverde. Deze salamander leeft zowel op de bosbodem als in de bomen en houdt zich met name op tussen mos en bromelia's. In 2014 plantte Nototriton gamezi zich voor het eerst in gevangenschap voort in het Costa Rican Amphibian Research Center.